# Дискография Аструд Жилберту
Дискография бразильской певицы Аструд Жилберту включает в себя семнадцать студийных альбомов, два концертных альбома, сорок семь сборников и один видеоальбом.

## Альбомы

### Студийные альбомы
| Название                                                             | Детали                                               | Позиции в чартах | Позиции в чартах | Позиции в чартах | Позиции в чартах | Позиции в чартах | Позиции в чартах |
| Название                                                             | Детали                                               | НИД              | США BB           | США BB Jazz      | США CB           | США RW           | США RW Jazz      |
| -------------------------------------------------------------------- | ---------------------------------------------------- | ---------------- | ---------------- | ---------------- | ---------------- | ---------------- | ---------------- |
| The Astrud Gilberto Album                                            | - Релиз: 1965 - Лейбл: Verve Records                 | —                | 41               | —                | 85               | 63               | —                |
| The Shadow of Your Smile                                             | - Релиз: 1965 - Лейбл: Verve Records                 | —                | 66               | —                | —                | 105              | —                |
| Look to the Rainbow                                                  | - Релиз: 1966 - Лейбл: Verve Records                 | —                | —                | —                | 120              | 108              | —                |
| A Certain Smile, a Certain Sadness (совместно с Уолтером Вандерлеем) | - Релиз: 1966 - Лейбл: Verve Records                 | —                | —                | —                | 113              | 114              | —                |
| Beach Samba                                                          | - Релиз: 1967 - Лейбл: Verve Records                 | —                | —                | —                | —                | —                | —                |
| Windy                                                                | - Релиз: 1968 - Лейбл: Verve Records                 | —                | —                | —                | —                | —                | —                |
| Canta in Italiano                                                    | - Релиз: 1968 (Италия) - Лейбл: Verve Records        | —                | —                | —                | —                | —                | —                |
| September 17, 1969                                                   | - Релиз: 1969 - Лейбл: Verve Records                 | —                | —                | —                | —                | —                | —                |
| I Haven’t Got Anything Better to Do                                  | - Релиз: 1969 - Лейбл: Verve Records                 | —                | —                | —                | —                | —                | —                |
| Gilberto Golden Japanese Album                                       | - Релиз: 1970 (Япония) - Лейбл: Verve Records        | —                | —                | —                | —                | —                | —                |
| Gilberto with Turrentine                                             | - Релиз: 1971 - Лейбл: CTI Records                   | —                | —                | 16               | —                | —                | 13               |
| Now                                                                  | - Релиз: 1972 - Лейбл: Perception Records            | —                | —                | —                | —                | —                | 19               |
| That Girl from Ipanema                                               | - Релиз: 1977 - Лейбл: Image Records                 | —                | —                | —                | —                | —                | —                |
| So & So: Mukai Meets Gilberto (совместно с Сигэхару Мукаи)           | - Релиз: 1983 (Япония) - Лейбл: Nippon Columbia      | —                | —                | —                | —                | —                | —                |
| Plus (совместно с Джеймсом Ластом)                                   | - Релиз: 1986 - Лейбл: Polydor Records               | 42               | —                | —                | —                | —                | —                |
| Temperance                                                           | - Релиз: 1997 (Япония) - Лейбл: Canyon International | —                | —                | —                | —                | —                | —                |
| Jungle                                                               | - Релиз: 2002 - Лейбл: Magya Productions             | —                | —                | —                | —                | —                | —                |
| Символ «—» означает, что альбом не попал в чарт.                     |                                                      |                  |                  |                  |                  |                  |                  |

### Концертные альбомы
| Название                                         | Детали                                               | Позиции в чартах | Позиции в чартах | Позиции в чартах |
| Название                                         | Детали                                               | США BB           | США CB           | США RW           |
| ------------------------------------------------ | ---------------------------------------------------- | ---------------- | ---------------- | ---------------- |
| Getz Au Go Go (совместно со Стэном Гетцем)       | - Релиз: декабрь 1964 - Лейбл: Verve Records         | 24               | 23               | 17               |
| Live in New York                                 | - Релиз: 1996 (Япония) - Лейбл: Canyon International | —                | —                | —                |
| Символ «—» означает, что альбом не попал в чарт. |                                                      |                  |                  |                  |

### Сборники
| Название                                                                      | Детали                                                  | Позиции в чартах | Позиции в чартах | Позиции в чартах | Позиции в чартах | Позиции в чартах | Позиции в чартах |
| Название                                                                      | Детали                                                  | ВЕЛ              | ВЕЛ DL           | ВЕЛ Jazz         | ЕС Jazz          | США BB Jazz      |                  |
| ----------------------------------------------------------------------------- | ------------------------------------------------------- | ---------------- | ---------------- | ---------------- | ---------------- | ---------------- | ---------------- |
| The Girl from Ipanema                                                         | - Релиз: 1966 (Германия) - Лейбл: Polydor Records       | —                | —                | —                | —                | —                |                  |
| The Girl from Ipanema                                                         | - Релиз: 1966 (Нидерланды) - Лейбл: Polydor Records     | —                | —                | —                | —                | —                |                  |
| The Best of Astrud Gilberto                                                   | - Релиз: 1967 (Япония) - Лейбл: Verve Records           | —                | —                | —                | —                | —                |                  |
| The Best of Astrud Gilberto Vol. 2                                            | - Релиз: 1967 (Япония) - Лейбл: Verve Records           | —                | —                | —                | —                | —                |                  |
| All About Astrud Gilberto                                                     | - Релиз: 1969 (Япония) - Лейбл: Verve Records           | —                | —                | —                | —                | —                |                  |
| Starportrait (совместно со Стэном Гетцем)                                     | - Релиз: 1970 (Европа) - Лейбл: Verve Records           | —                | —                | —                | —                | —                |                  |
| Lo Mejor De Astrud Gilberto — La Chica De Ipanema                             | - Релиз: 1970 (Мексика) - Лейбл: Verve Records          | —                | —                | —                | —                | —                |                  |
| Astrud Gilberto                                                               | - Релиз: 1970 (Венесуэла) - Лейбл: Verve Records        | —                | —                | —                | —                | —                |                  |
| The Very Best of Astrud Gilberto                                              | - Релиз: 1971 - Лейбл: Verve Records                    | —                | —                | —                | —                | —                |                  |
| The Best of…                                                                  | - Релиз: 1972 (Великобритания) - Лейбл: Verve Records   | —                | —                | —                | —                | —                |                  |
| Portrait of Astrud Gilberto                                                   | - Релиз: 1973 (Япония) - Лейбл: Verve Records           | —                | —                | —                | —                | —                |                  |
| The Special Magic of Astrud Gilberto                                          | - Релиз: 1974 (Австралия) - Лейбл: Verve Records        | —                | —                | —                | —                | —                |                  |
| The Best of Astrud Gilberto                                                   | - Релиз: 1974 (Япония) - Лейбл: Verve Records           | —                | —                | —                | —                | —                |                  |
| Anatomía Musical De Astrud Gilberto                                           | - Релиз: 1974 (Мексика) - Лейбл: Verve Records          | —                | —                | —                | —                | —                |                  |
| Lo Mejor De Astrud Gilberto                                                   | - Релиз: 1975 (Испания) - Лейбл: Verve Records          | —                | —                | —                | —                | —                |                  |
| The Best of Astrud Gilberto                                                   | - Релиз: 1975 (Бельгия) - Лейбл: Metro Records          | —                | —                | —                | —                | —                |                  |
| In The Mood for Bossa Nova                                                    | - Релиз: 1975 (Япония) - Лейбл: Verve Records           | —                | —                | —                | —                | —                |                  |
| Once Upon a Summertime                                                        | - Релиз: 1976 (Великобритания) - Лейбл: Verve Records   | —                | —                | —                | —                | —                |                  |
| Sings for You                                                                 | - Релиз: 1976 (Япония) - Лейбл: Verve Records           | —                | —                | —                | —                | —                |                  |
| Brazilian Mood                                                                | - Релиз: 1977 (Бразилия) - Лейбл: Verve Records         | —                | —                | —                | —                | —                |                  |
| Best of Astrud Gilberto                                                       | - Релиз: 1977 (Япония) - Лейбл: Polydor Records         | —                | —                | —                | —                | —                |                  |
| The Essential Astrud Gilberto                                                 | - Релиз: 1984 (Великобритания) - Лейбл: Polydor Records | —                | —                | —                | —                | —                |                  |
| This Is Astrud Gilberto                                                       | - Релиз: 1984 (Германия) - Лейбл: Verve Records         | —                | —                | —                | —                | —                |                  |
| The Astrud Gilberto Album: The Silver Collection                              | - Релиз: 1984 - Лейбл: Verve Records                    | —                | —                | —                | —                | —                |                  |
| The Best of Astrud Gilberto Vol. 2                                            | - Релиз: 1985 (Нидерланды) - Лейбл: Verve Records       | —                | —                | —                | —                | —                |                  |
| Best Hits                                                                     | - Релиз: 1986 (Япония) - Лейбл: Verve Records           | —                | —                | —                | —                | —                |                  |
| Compact Jazz: Astrud Gilberto                                                 | - Релиз: 1987 - Лейбл: Verve Records                    | —                | —                | —                | 19               | —                |                  |
| Verve Jazz Masters 9                                                          | - Релиз: 1993 - Лейбл: Verve Records                    | —                | —                | —                | —                | —                |                  |
| Jazz ’Round Midnight                                                          | - Релиз: 1996 - Лейбл: Verve Records                    | —                | —                | —                | —                | —                |                  |
| Talkin’ Verve                                                                 | - Релиз: 1998 - Лейбл: Verve Records                    | —                | —                | —                | —                | —                |                  |
| Sessions on Verve (совместно со Стэном Гетцем)                                | - Релиз: 1998 - Лейбл: Verve Records                    | —                | —                | —                | —                | —                |                  |
| Astrud Gilberto’s Finest Hour                                                 | - Релиз: 15 мая 2001 - Лейбл: Verve Records             | —                | —                | —                | —                | 22               |                  |
| The Best Of Astrud Gilberto — The Girl From Ipanema                           | - Релиз: 2002 (Япония) - Лейбл: Verve Records           | —                | —                | —                | —                | —                |                  |
| The Very Best of Astrud Gilberto                                              | - Релиз: 2002 (Южная Корея) - Лейбл: Universal Music    | —                | —                | —                | —                | —                |                  |
| The Genius Of Astrud Gilberto                                                 | - Релиз: 2002 (Великобритания) - Лейбл: Universal Music | —                | —                | 22               | —                | —                |                  |
| Diva                                                                          | - Релиз: 20 мая 2003 - Лейбл: Verve Records             | —                | —                | —                | —                | —                |                  |
| Girl from Bossa Nova                                                          | - Релиз: 25 июня 2003 (Япония) - Лейбл: Verve Records   | —                | —                | —                | —                | —                |                  |
| Astrud for Lovers                                                             | - Релиз: 2004 - Лейбл: Verve Records                    | —                | —                | —                | —                | —                |                  |
| 20th Century Masters — The Millennium Collection: The Best of Astrud Gilberto | - Релиз: 2004 - Лейбл: Hip-O Records, Verve Records     | —                | —                | —                | —                | —                |                  |
| Ipanema Girl                                                                  | - Релиз: 2004 - Лейбл: EmArcy                           | —                | —                | —                | —                | —                |                  |
| The Very Best of Astrud Gilberto                                              | - Релиз: 2006 (Великобритания) - Лейбл: Verve Records   | 76               | 38               | 3                | —                | —                |                  |
| Non-Stop to Brazil                                                            | - Релиз: 2006 (Европа) - Лейбл: Verve Records           | —                | —                | —                | —                | —                |                  |
| Coffee & Bossa — The Chillout Sound of Astrud Gilberto                        | - Релиз: 2006 (Филиппины) - Лейбл: Universal Music      | —                | —                | —                | —                | —                |                  |
| Coffee & Bossa Volume 2 — The Chillout Sound of Astrud Gilberto               | - Релиз: 2007 (Филиппины) - Лейбл: Universal Music      | —                | —                | —                | —                | —                |                  |
| Gold                                                                          | - Релиз: 2008 - Лейбл: Verve Records                    | —                | —                | —                | —                | —                |                  |
| 5 Original Albums                                                             | - Релиз: 2016 - Лейбл: Verve Records                    | —                | —                | —                | —                | —                |                  |
| Great Women of Song                                                           | - Релиз: 27 октября 2023 - Лейбл: Verve Records         | —                | —                | —                | —                | —                |                  |
| Символ «—» означает, что альбом не попал в чарт.                              |                                                         |                  |                  |                  |                  |                  |                  |

### Видеоальбомы
| Название                | Детали                                                   |
| ----------------------- | -------------------------------------------------------- |
| Festival De Lugano 1985 | - Релиз: 2010 (Бразилия) - Лейбл: Coqueiro Verde Records |